# Olof Rudolf Cederström (1800–1856)
Olof Rudolf  Cederström, född den 27 april 1800 i Karlskrona, död 14 februari 1856 i Stockholm, var en svensk militär och hovfunktionär.

## Biografi
Olof Rudolf Cederström föddes 1800 i Karlskrona. Han var son till greve Olof Rudolf Cederström och Charlotta Katarina Wrangel af Sauss. Cederström blev 23 april 1816 kornett vid Livgardet till häst och 15 december 1819 löjtnant. Han blev 10 december 1823 ryttmästare och 3 november 1827 kammarherre hos drottningen. Cederström blev 28 januari 1832 major i armén och i regementet 6 maj 1835. Han tog 2 juli 1834 avsked från tjänsten som kammarherre och utnämndes 28 januari 1836 till riddare av Svärdsorden. Cederström blev 24 juni överstelöjtnant i armén, 6 februari 1843 överste i armén, 21 april 1846 andremajor vid regementet och 15 april 1848 förstemajor. Han tog avsked 22 september 1848 och avled 1856 i Stockholm.

### Familj
Cederström gifte sig 5 juli 1835 i Stockholm med Maria Helena Teresia Arfwedson (1817–1851), dotter till grosshandlaren, direktören Carl Abraham Arfwedson och Maria af Sandeberg i Stockholm. De fick tillsammans barnen kammarherren Rudolf Cederström (1837–1866), Teresia Cederström (1839–1869) som var gift med överstelöjtnanten friherre Sten Leijonhufvud och löjtnanten Claes Cederström (1841–1914).